# José Luis Cabezas
José Luis Cabezas (Wilde, Argentina; 28 de noviembre de 1961 - General Juan Madariaga, Argentina; 25 de enero de 1997) fue un reportero gráfico y fotógrafo argentino.
Su homicidio se convirtió en el mayor emblema de la lucha de la prensa argentina en pos de la libertad de expresión. La repercusión derivó en cambios en el gabinete del entonces presidente Carlos Menem, y en las derrotas del Partido Justicialista en las elecciones legislativas de ese año y en las presidenciales de 1999, cuyo candidato fue el hasta entonces gobernador bonaerense, Eduardo Duhalde.

## Biografía
Comenzó su trabajo como reportero gráfico en la revista Noticias en 1989, desde ese año hasta su muerte retrató a los personajes de Argentina.
Obtuvo el premio pléyade a la mejor fotografía periodística de 1995 donde fotografió al capellán José Fernández en la réplica del cementerio Darwin de la isla Soledad, en Pilar, como homenaje a los soldados argentinos caídos en la guerra de Malvinas.
En el verano de 1996 obtuvo las primeras fotos públicas del empresario Alfredo Yabrán, que no permitía a los medios sacarle fotos. El empresario era objeto de una investigación periodística sobre su presunta implicación en casos de corrupción política y  había sido acusado por el entonces ministro Domingo Cavallo de ser «jefe de una mafia enquistada en el poder». La foto de Yabrán fue portada de la revista Noticias el 3 de marzo de 1996.
En el verano de 1997, se encontraba realizando la cobertura de la temporada de verano en Pinamar, donde veraneaban políticos y empresarios. Lo acompañaba Gabriel Michi, quien luego sería presidente del Foro por el Periodismo Argentino (FOPEA). Conducían un Ford Fiesta blanco que la revista Noticias les había alquilado para la cobertura.

## El crimen

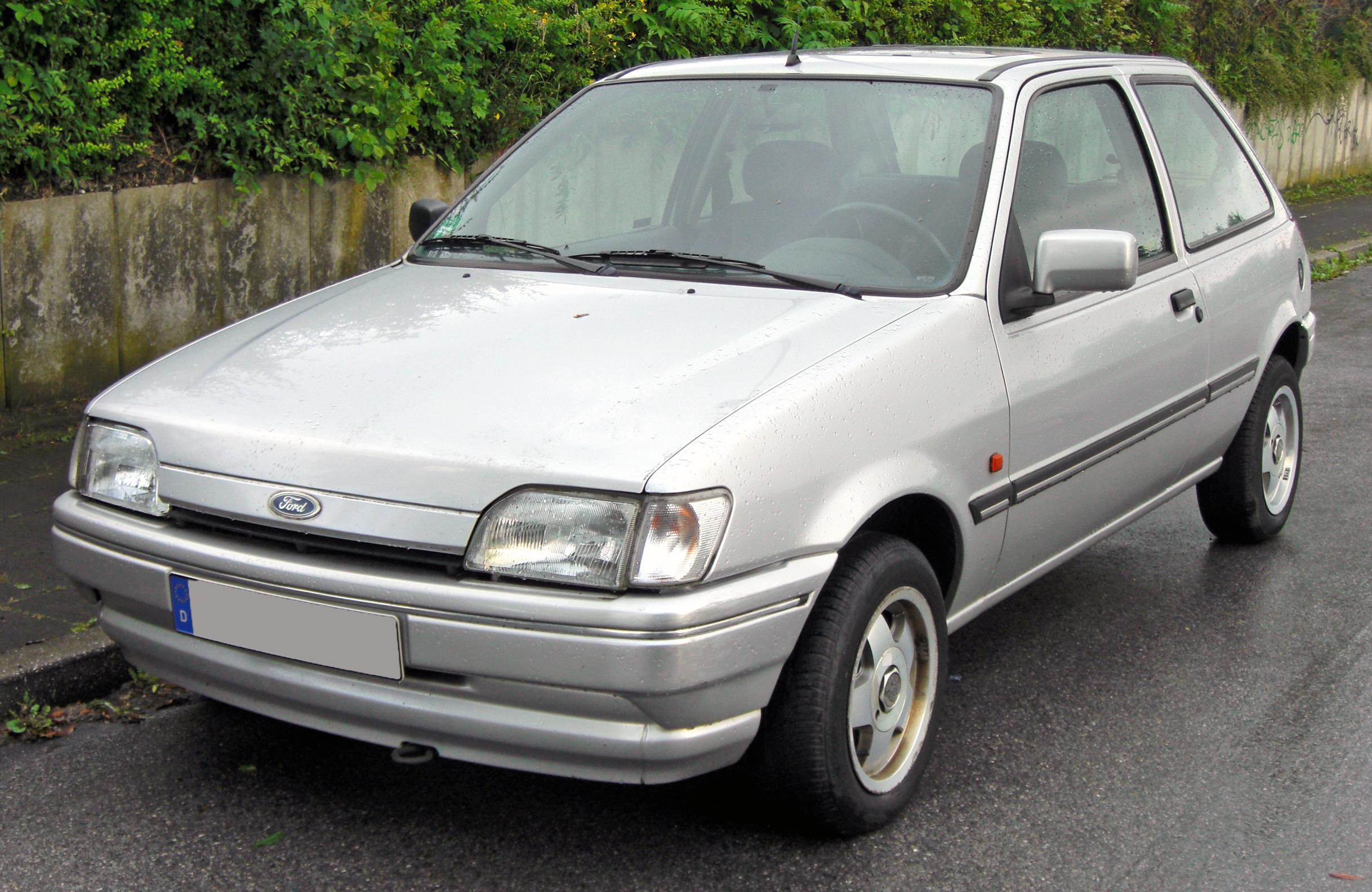
El Ford Fiesta fue el auto incendiado de José Luis Cabezas.

Su cadáver calcinado fue hallado en el paraje Los Manantiales, en las proximidades de General Juan Madariaga y a 13 kilómetros al noroeste de Pinamar. Se encontraba dentro de un auto Ford Fiesta incendiado, con las manos esposadas a la espalda y dos disparos a la cabeza.

### Juicio y desarrollo
El 2 de febrero de 2000, en juicio oral y público, fueron condenados a prisión perpetua los cuatro integrantes de la banda "Los Horneros" de La Plata: Horacio Braga, José Auge, Sergio González y Héctor Retana, así como Gregorio Ríos, jefe de Seguridad de Alfredo Yabrán, y los policías Sergio Camaratta, Aníbal Luna y Gustavo Prellezo.
Destino de los implicados:
- Gustavo Prellezo, policía, fue condenado a prisión perpetua pero el 23 de septiembre de 2010 fue beneficiado con prisión domiciliaria por cuestiones de salud.
- Miguel Retana, condenado, enfermo de sida, murió en 2001.
- Sergio Camaratta, policía de Pinamar, condenado a prisión perpetua. Murió el 3 de abril de 2015 tras una larga enfermedad.
- Aníbal Luna, policía de Pinamar, condenado a prisión perpetua, fue liberado en septiembre de 2017.[14]
- Gregorio Ríos, jefe de custodia de Alfredo Yabrán, fue condenado como instigador del crimen y se le rechazó la excarcelación en diciembre de 2006; su condena a perpetua cambió a 27 años, en su último período en prisión domiciliaria.
- José Luis Auge, condenado a prisión perpetua, fue liberado en 2004 por reducción de pena a 18 años y por el dos por uno.[15]
- Sergio Gustavo González, condenado a prisión perpetua, fue liberado hacia febrero de 2006 por reducción de pena a 20 años; tal reducción habrá de ser revocada por la Corte Suprema de Justicia.
- Horacio Anselmo Braga, fue condenado a 18 años de prisión y liberado el 25 de enero de 2007; varios factores influyeron: se benefició con el dos por uno (se computa doble cada año de proceso sin condena), obtuvo resultados favorables en los informes psiquiátricos, presentó buena conducta, y pagó una fianza de 20 000 pesos para salir de la Penitenciaría número 9. Ese día, seis mil personas se juntaban en Pinamar para pedir justicia por Cabezas.
- Alberto Gómez, (alias) "la Liebre", comisario de Pinamar, condenado por haber liberado la zona para que el crimen ocurriera.

Se revocó la libertad condicional de Auge, González y Braga por haber violado sus términos al no encontrarse estos en los domicilios informados.

## Legado

### Política
El asesinato ocurrió durante la gobernación de Eduardo Duhalde en la Provincia de Buenos Aires, y fue visto como un posible «mensaje mafioso» de la policía de la provincia de Buenos Aires hacia su gestión: «me tiraron un cadáver», afirmaría más tarde el gobernador. El caso forzó a Duhalde a dividir la policía en 18 partes para reducir su poder.
El presidente de turno, Carlos Saúl Menem, prometió esclarecer el caso. Sin embargo, recibió fuertes críticas por la posible complicidad en los presuntos negociados investigados.

### Filmografía
En el año 2022, en Netflix, se estrenó un documental dirigido por Alejandro Hartmann, titulado El fotógrafo y el cartero: El crimen de Cabezas, en el cual se muestra la historia completa del asesinato desde la noche del 24 de enero de 1997, hasta las sentencias correspondientes.